# Abarema turbinata
Espèce
Statut de conservation UICN

 VU (needs updating) B1+2c : Vulnérable
Abarema turbinata est une espèce de plantes à fleurs de la famille des Fabacées. C'est un arbre endémique de l'état de Bahia au Brésil.

## Description
Arbre.

## Répartition
Bahia.